# Ammannia myriophylloides
Ammannia myriophylloides är en fackelblomsväxtart som beskrevs av Stephen Troyte Dunn. Ammannia myriophylloides ingår i släktet Ammannia och familjen fackelblomsväxter. Inga underarter finns listade i Catalogue of Life.